# Ozolnieki
Ozolnieki (tyska: Paulsgnade) är en by i Lettland. Orten är centralort i Ozolnieki kommun. Invånarna uppgick 2005 till 3 314 personer.